# Louvrechy
Louvrechy (picardisch: Louvèrchy) ist eine nordfranzösische Gemeinde mit 198 Einwohnern (Stand 1. Januar 2022) im Département Somme in der Region Hauts-de-France. Die Gemeinde liegt im Arrondissement Montdidier, ist Teil der Communauté de communes Avre Luce Noye und gehört zum Kanton Ailly-sur-Noye.

## Geographie
Die Gemeinde liegt an den Départementsstraßen D26 von Ailly-sur-Noye nach Montdidier, D83 und D134 rund 3,5 km südöstlich von dem unmittelbar angrenzenden Ailly-sur-Noye. Südlich der Gemeinde finden sich mehrere Windkraftanlagen.

## Geschichte
Die Gemeinde erhielt als Auszeichnung das Croix de guerre 1914–1918.

## Einwohner
| 1962 | 1968 | 1975 | 1982 | 1990 | 1999 | 2006 | 2010 |
| ---- | ---- | ---- | ---- | ---- | ---- | ---- | ---- |
| 166  | 185  | 153  | 149  | 144  | 162  | 152  | 199  |

## Verwaltung
Bürgermeister (maire) ist seit 2001 Didier Ricard.

## Sehenswürdigkeiten
- Die in flamboyanter Gotik am Ende des 15. Jahrhunderts errichtete Kirche Saint-Martin, seit 1969 als Monument historique eingetragen (Base Mérimée PA00116192).
- Das Herrenhaus auf einem künstlichen Hügel.